# آپورا
آپورا (به پرتغالی: Aporá) یک منطقهٔ مسکونی در برزیل است که در باهیا واقع شده‌است. آپورا ۱۷٬۷۸۸ نفر جمعیت دارد و ۱۸۶ متر بالاتر از سطح دریا واقع شده‌است.